# Плеймейкерс-театр
Плеймейкерс-театр (англ. Playmakers Theatre; первоначальное название ― Смит-холл, Smith Hall) ― здание кампуса Университета Северной Каролины в Чапел-Хилле, построенное в 1850 году по проекту архитектора Александра Джексона Дэвиса. Имеет статус национального исторического памятника США и является примечательным образчиком архитектуры греческого возрождения. На данный момент здание является дополнительной площадкой исполняющий компании Театра Пола Грина, который также находится в Университете Северной Каролины.

## Описание и история
Плеймейкерс-театр расположен в северной части кампуса Университета Северной Каролины, на южной стороне Ист-Кэмерон-авеню рядом с колледжем искусств и наук, прямо напротив здания общежития Олд-ист (также национального исторического памятника США). Здание театра имеет форму древнегреческого храма. Построено из кирпича, оштукатуренного снаружи. На восточном конце находится остроконечный портик, поддерживаемый рифлёными колоннами, увенчанными коринфскими капителями с изображёнными на них початками кукурузы и листьев табака ― двух важных сельскохозяйственных культур Северной Каролины. Фронтон обрамлён со всех сторон. На стенах здания находятся пилястры, поддерживающие простой антаблемент.
Смит-холл был построен в 1850 году. Сама перестройка университетского кампуса началась ещё раньше, в 1830-х годах. Эндрю Джексон Дэвис занялся перепланировкой общежитий Олд-ист и Олд-уэст и разработал общий план реконструкции кампуса. Смит-холл изначально был местом общественных собраний. Затем здесь размещались лаборатория, баня и юридическая школа. Театр здесь разместился в 1923 году. Он является площадкой творческого объединения Carolina Playmakers.